# The Gallerist
The Gallerist é um futuro filme americano de suspense dirigido por Cathy Yan e estrelado por Natalie Portman e Jenna Ortega.

## Premissa
Um galerista conspira para vender um homem falecido na Art Basel de Miami.

## Elenco
- Natalie Portman
- Jenna Ortega
- Da'Vine Joy Randolph
- Sterling K. Brown
- Zach Galifianakis
- Daniel Brühl
- Charli XCX
- Catherine Zeta-Jones

## Produção
Em outubro de 2024, Natalie Portman e Jenna Ortega foram escaladas para estrelar em The Gallerist, co-escrito e dirigido por Cathy Yan. Em dezembro, Da'Vine Joy Randolph, Sterling K. Brown, Zach Galifianakis, Daniel Brühl, Charli XCX e Catherine Zeta-Jones se juntaram ao elenco; MRC financia totalmente o filme, que começaria a ser filmado até o final do mês.
As filmagens começaram em 18 de dezembro de 2024 e terminaram em 6 de fevereiro de 2025.